# Eduardo Acevedo Maturana
Eduardo Acevedo Maturana (Montevideo, 1815 — ibídem, 1863) fou un jurista i polític uruguaià pertanyent al Partit Nacional.

## Família
Fill i net d'advocats espanyols de destacada actuació a l'època colonial. Casat amb Joaquina Vásquez Fernández, va tenir sis fills: Eduardo (polític), Adela, Julia, Paulina, Joaquina i Luisa. Un germà d'Eduardo, Norberto Acevedo Maturana, va deixar una nombrosa descendència, com ara l'escriptor Eduardo Acevedo Díaz.

## Trajectòria
Va cursar els seus estudis de Dret a la ciutat de Buenos Aires, i en obtenir el seu doctorat va tornar al seu país de naixença. Va ingressar a la magistratura uruguaiana el 1842, com a Jutge del Crim, i des de 1845 a 1851 va ser membre del Tribunal de Justícia durant el Govern del Cerrito, presidit pel general nacionalista Manuel Oribe. Va escriure el projecte del Codi Civil de l'Uruguai, imprès el 1851, que no va ser adoptat, però va influir en el projecte que seria sancionat el 1868.
El 1853 es va exiliar a Buenos Aires, on ocupà el càrrec de president de l'Acadèmia de Jurisprudència i del Col·legi d'Advocats. Durant el seu pas per Buenos Aires va participar al costat de Dalmacio Vélez Sársfield en la redacció del Codi de Comerç de l'Estat de Buenos Aires, que seria adoptat per la República Argentina el 1862.
Va tenir actuació al Partit Nacional i al Partit Constitucional.
Un cop era al seu país, el 1860 va ser Ministre de Govern i d'Afers Exteriors durant la presidència de Bernardo Prudencio Berro, i va ser també membre del Tribunal Superior de Justícia des de 1861 fins a la seva mort, el 1863.
Va ser el creador de l'Institut de Química Industrial, destinat a fabricar un combustible uruguaià, a partir de la canya de sucre d'El Espinillar i de Bella Unión (es va arribar fins i tot a produir alcohol, encara que aquest no va arribar a alimentar la maquinària industrial del país).